# Avol
 Avol (en latin Avolus) était un religieux du haut Moyen Âge qui fut évêque de Clermont au VIIe siècle.

## Biographie
On ne dispose que de très peu d'informations sur cet évêque. son épiscopat a probablement commencé en 615 pour se terminer en 620. Gallus, un de ses archidiacres, est devenu évêque d'Auvergne en 643.